# Família Sturdza

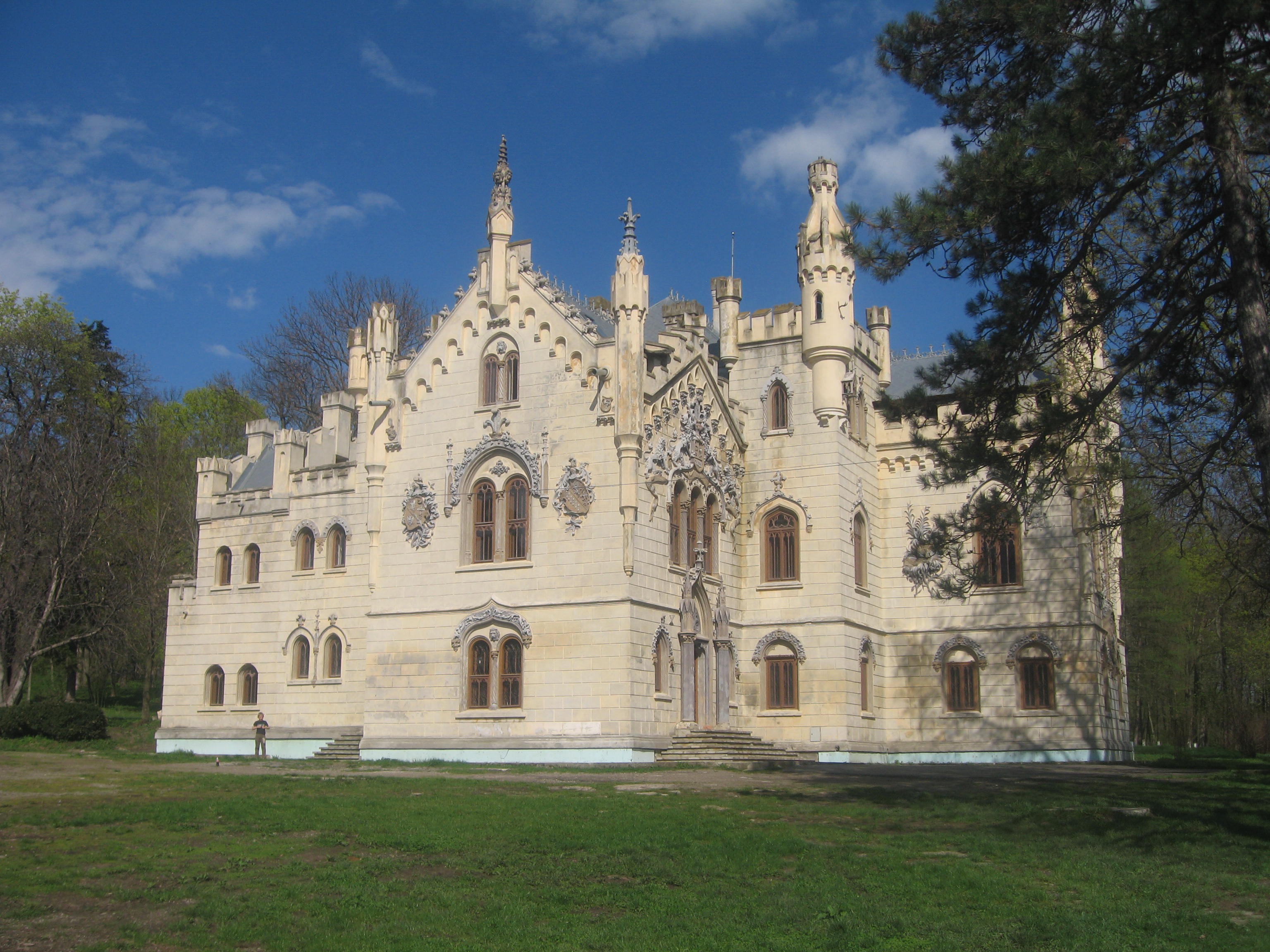
Castelo Sturdza

Sturdza, Sturza ou Stourdza é uma antiga família romena cujas origens remontam aos anos de 1540.
A família Sturdza esteve intimamente ligada ao governo da Moldávia e mais tarde da Roménia. Os seus membros pertenceram a duas principais divisões: descendentes a partir de Ioan Sturdza ou de Alexandru "Sandu" Sturdza, filhos de Chiric Sturdza, e que viveram no Século XVII podendo ser vistos como os fundadores da família.

## Membros da família
- Ioan Sturdza
- Alexandru Sturdza
- Grigore Sturdza
- Dimitrie Sturdza
- Mihail Sturdza
- Dimitrie Sturdza, conhecido como Tim Sturdza, campeão de ténis
- Ion Sturza
- Eric Sturdza
- Roxandra Edling-Sturdza
- Mihail R. Sturdza
- Radu Silviu SturdzaReferências

1. ↑  «The Romanian noble family of Sturdza and their passion for perfection» (em inglês). Consultado em 1 de novembro de 2021